# Верхние Булдаки
Верхние Булдаки — деревня в Слободском районе Кировской области в составе Шиховского сельского поселения.

## География
Находится на расстоянии примерно 11 км на юго-восток от Нового моста через Вятку в городе Киров. 

## История
Известна с 1671 года как деревня Борисовская с 1 двором, в 1764 году учтено было 48 жителей. В 1873 году в деревне (тогда Стучинская или Головизинцы) было учтено дворов 10 и жителей 99, в 1905 24 и 54, в 1926 23 и 126, в 1950 28 и 85. В 1989 году оставалось 9 жителей. 

## Население
Постоянное население  составляло 5 человек (русские 100%) в 2002 году, 6 в 2010.